# Кох, Альфред Рейнгольдович
Альфре́д Рейнго́льдович Кох (род. 28 февраля 1961, Зыряновск, Восточно-Казахстанская область) — российский государственный и политический деятель, экономист и писатель. Кандидат экономических наук.
Заместитель председателя Государственного комитета Российской Федерации по управлению государственным имуществом (1993—1995). Председатель Государственного комитета Российской Федерации по управлению государственным имуществом (1996—1997). Заместитель председателя Правительства Российской Федерации (1997). Представитель Заксобрания Ленинградской области в Совете Федерации ФС РФ (2002). На 2022 год проживает в ФРГ.

## Биография
Родился 28 февраля 1961 года в городе Зыряновске Казахской ССР. Его отец, Рейнгольд Давыдович Кох (1935—2008) — российский немец, родился в немецкой колонии Михаэльсфельд (ныне деревня Джигинка Анапского района Краснодарского края), в 1941 году был выслан вместе с семьёй на спецпоселение в Зыряновский район. Его дед по отцу — Давыд Карлович Кох, деревенский кузнец, бабушка — Августина Рудольфовна Кох (в девичестве — Бухман). Мать, Нина Георгиевна — русская. Его дед по матери, Георгий Фёдорович Карпов, ушёл на войну летом 1941 года, служил сапёром, был тяжело ранен под Ростовом в 1942 году, стал инвалидом первой группы. Его бабушка, Валентина Петровна Карпова, имела медаль «За доблестный труд в Великой Отечественной войне», работала в тылу, имея трёх маленьких детей. Во время начала строительства Волжского автозавода его родители переехали из Казахстана в Тольятти. Отец работал начальником Управления смежных производств — структуры, которая занималась всеми комплектующими деталями. Позже был директором собственной дилерской автомобильной компании «Автоблок» в Тольятти.
В 1978 году Альфред Кох окончил школу в Тольятти.
В 1983 году окончил Ленинградский финансово-экономический институт по специальности «экономическая кибернетика».
В 1987—1988 годах — младший научный сотрудник ЦНИИ конструкционных материалов «Прометей». В 1988—1990 годах — ассистент кафедры экономики и управления радиоэлектронным производством Ленинградского политехнического института.
В 1987 году получил учёную степень кандидата экономических наук, защитив диссертацию на тему «Методы комплексной оценки территориальных условий размещения промышленных объектов».
В 1990 году избран председателем исполкома Сестрорецкого районного Совета народных депутатов Ленинграда. С 1991 года работал заместителем исполнительного директора территориального фонда госимущества в Санкт-Петербурге. В 1992—1993 годах — заместитель председателя комитета по управлению имуществом Санкт-Петербурга.
С августа 1993 по 1995 год — заместитель председателя Государственного комитета Российской Федерации по управлению государственным имуществом (Госкомимущество). Курировал проведение приватизации. Отвечал за проведение залоговых аукционов. 15 марта 1995 стал первым заместителем председателя Госкомимущества России.
Во время президентских выборов 1996 года официально не входил в команду Ельцина, но неформально участвовал в предвыборной борьбе. В частности, лоббировал скорейшее освобождение Евстафьева и Лисовского после их задержания во время скандала с коробкой из-под ксерокса.
С 12 сентября 1996 по 13 августа 1997 года — председатель Госкомимущества России.
Кох был сторонником масштабной приватизации госимущества. В 1996 году он заявил в интервью телеканалу НТВ: «Я считаю, что у государства не должно быть собственности. У государства не должно быть экономических интересов, они существуют только как совокупность экономических интересов граждан».
С 17 марта по 13 августа 1997 года — заместитель председателя Правительства Российской Федерации. Ушёл с должности в связи с так называемым «делом писателей», по которому на Коха прокуратурой Москвы было заведено уголовное дело о злоупотреблениях должностными полномочиями. В декабре 1999 года дело было прекращено по амнистии.
1 сентября 1997 года занял пост председателя Совета директоров управляющей компании «Montes Auri» (ведущий оператор на рынке ценных бумаг).
С 10 июня 2000 года по октябрь 2001 года — генеральный директор холдинга «Газпром-Медиа».
3 апреля 2001 года назначен председателем совета директоров телеканала НТВ, который в ходе рейдерского захвата был отдан под контроль государству. Кох лично требовал изменения редакционной политики телеканала НТВ, до этого регулярно критиковавшего Владимира Путина. В сентябре 2001 года Альфред Кох провёл там два первых выпуска телеигры «Алчность», но затем был вынужден передать своё место новому ведущему Игорю Янковскому из-за плотного графика на телеканале НТВ, где Кох занимал кресло вице-директора телеканала.
26 февраля 2002 года избран представителем Заксобрания Ленинградской области в Совете Федерации. 23 апреля того же года добровольно сложил с себя полномочия вследствие того, что результаты голосования депутатов по его кандидатуре были оспорены в суде по инициативе областного прокурора.
В 2003 году был руководителем предвыборного штаба «Союза правых сил». Вместе с Юрием Гладковым возглавлял петербургский список партии на выборах в Государственную думу.
До 2008 года был владельцем журнала «Медведь».
В 2004—2005 годах был издан цикл книг «Ящик водки», написанный совместно с журналистом Игорем Свинаренко. В 2006 году «Ящик водки» был номинирован на премию «Большая книга».
В 2008 году совместно с историком и демографом Павлом Поляном выступил составителем сборника «Отрицание отрицания». В книге, вобравшей большой набор фактических и статистических материалов по Холокосту, высказывается позиция, что отрицание Холокоста — не просто фальсификация истории, но и опасный геополитический проект.
В 2013 году совместно с Петром Авеном выпустил книгу «Революция Гайдара: История реформ 1990-х из первых рук» — сборник интервью с политическими деятелями России. Критики отметили откровенный и неформальный стиль большинства интервью. Книга вошла в лонг-лист премии «Просветитель».
В 2014 году участвовал в соавторстве с Ольгой Михайловной Лапиной в написании и издании книги «История одной деревни» — о селе Джигинка.

## Эмиграция в Германию
В 2015 году Альфред Кох как имеющий немецких предков переехал на ПМЖ в Германию, проживает в городе Розенхайме (Бавария). Занимается небольшим бизнесом в сфере недвижимости и строительства. В августе 2015 года, в честь дня независимости Украины, возложил цветы к могиле лидера ОУН Степана Бандеры, что вызвало резонанс в России. По вероисповеданию — протестант.

## Благотворительная деятельность
Инициатор учреждения и благотворитель премии имени профессора Б. Л. Овсиевича, учеником которого был Кох.
Благотворитель Фонда поддержки образования и науки (Алфёровского фонда).

## Уголовное преследование
8 апреля 2014 года Альфред Кох написал в своём Facebook, что против него в России возбуждено уголовное дело по статье «Контрабанда» и ведёт его «следственная бригада ФСБ из 15 человек плюс физзащита плюс оперативники»; также он сообщил о том, что к его жене уже приезжали с обысками. В связи с этими событиями Альфред Кох называет себя невъездным в РФ.
Поводом для обвинения в контрабанде стало то, что Кох хотел вывезти домой в Германию картину художника Исаака Бродского. По словам адвоката, по результатам проведённой ранее экспертизы полотно названо подделкой стоимостью в 18 тысяч рублей — на эту сумму он её и задекларировал, однако таможенники посчитали, что это подлинное произведение искусства и стоит гораздо больше, обвинили его в контрабанде, однако отпустили в Германию, после чего возбудили уголовное дело. Новая экспертиза подтвердила подлинность картины, которая оценивается следствием (по словам Коха) в 11 раз дороже задекларированной стоимости.
По мнению бывших соратников Альфреда Коха, причиной возбуждения уголовного дела стали предыдущие посты Коха в социальной сети Facebook с критикой в адрес нынешних властей РФ. При этом его бывший коллега предположил, что «до худшего, то есть ареста, не дойдёт», так как «есть договорённость 1999 года, по которой Анатолия Чубайса, Александра Волошина и их людей не трогают. Правда, сейчас всё возможно. Могли и эту договорённость пересмотреть».
В феврале 2016 года следствие предъявило Коху заочное обвинение по ч. 1 ст. 226.1 УК РФ («контрабанда культурных ценностей»), кроме того, экс-чиновник был объявлен в международный розыск. 16 февраля Мосгорсуд отклонил апелляционную жалобу защиты бывшего вице-премьера российского правительства. При этом сам Кох на следующий день заявил изданию Deutsche Welle, что сведения об объявлении его в международный розыск не соответствуют действительности. В апреле 2017 года, по информации адвоката, Интерпол отказался объявлять Коха в международный розыск.

## Критика и скандалы
Альфред Кох стал персонажем документального сериала Фонда борьбы с коррупцией под названием «Предатели», который вышел на экраны в 2024 году.

## Семья
Дочь Ольга Кох (род. 1992), живёт в Англии, училась в школе в Суррее. Стендап-комик, использует в шоу историю своей семьи.

## Награды
- Благодарность Президента Российской Федерации (10 марта 1995 года) — за заслуги перед государством, связанные с завершением первого этапа чековой приватизации[41].